# Priscilla Pointer
Priscilla Pointer (New York, 18 mei 1924 – Ridgefield (Connecticut), 28 april 2025) was een Amerikaans actrice. In Europa is zij het meest bekend van haar rol van Rebecca Wentworth in de televisieserie Dallas.

## Biografie

### Privé
Pointer werd geboren in New York als de dochter van Augusta Leonara Davis en Kenneth K. Pointer. Ze was van Welsh-Cherokese afkomst. Zijzelf is de moeder van David Irving, actrice Amy Irving en zangeres Katie Irving. 
In 1947 trouwde ze met Jules Irving, die in 1979 overleed. In 1980 trouwde ze met Robert Symonds, partner van Irving in het Lincoln Center, waar beide mannen werkten. Hij overleed in 2007. Pointer overleed op 28 april 2025, op 100-jarige leeftijd.

### Carrière
Pointer speelde mee in vele films, waaronder Carrie uit 1976, waarin ze de moeder speelde van Amy Irving, die ook in het echt haar dochter is. De twee speelden in nog enkele films moeder en dochter.
Haar eerste grote rol op televisie was in de soap Where the Heart Is, waarin ze van 1972 tot 1973 speelde. Ze had ook gastoptredens in series als Adam-12, L.A. Law, The A-Team, Judging Amy, The Rockford Files en Cold Case.
In 1981 begon ze aan haar rol in de televisieserie Dallas, waarin ze Rebecca Wentworth speelde, de dood gewaande moeder van Cliff en Pamela Barnes. Haar rol was aanvankelijk klein, maar werd steeds groter. In 1983 overleed haar personage.